# NEOTYPE
NEOTYPE(네오타입)은 제2회 노블엔진 라이트노벨 대상 공모전에서 대상을 수상한 작가이다. 대표작 '몬스☆패닉'이 바로 데뷔작이며, 동시에 공모전 대상 수상작이다. 한국 라이트노벨의 대표작으로 손꼽히는 작품으로, 한국 라이트노벨 중에서는 처음으로 일본어판 판권 수출이 이루어졌다.
주로 중국 고서를 모티브로 많이 삼는다. 데뷔작인 몬스☆패닉은 봉신연의를 모티브로 하며, 신작 삼학연의에서는 삼국지를 모티브로 하고 있다.네이버 웹소설로 연재했던 앨리스드라이브역시 주인공 이 제천대성과 비슷하다는것과 실크로드등 중국과 관련된 설정이 상당히많다.

## 작품 외 활동
소드걸스 공모전에 직접 참가해 유저카드를 추가시킨 경력이 있을 정도로 일러스트에도 능통하다. 몬스☆패닉 시리즈 중 작가 자신이 직접 그린 일러스트 카드가 특전으로 실린 적도 있다. 언리쉬드 앤솔로지 : AREA1에 ID호무라의 스토리를 맡음으로 참여한 경험이 있다.

## 작품
- 몬스☆패닉 시리즈
- 삼학연의 시리즈
- 소드걸스 스쿨 시리즈
- 소드걸스 엑스트라 단편집 참가
- 앨리스드라이브

## 같이 보기
- 노블엔진
- 노블엔진 라이트노벨 대상
- Gilse
- RN